# Mato Grosso (Paraíba)
Mato Grosso is een gemeente in de Braziliaanse deelstaat Paraíba. De gemeente telt 2.695 inwoners (schatting 2009).